# دييغو دي لا تيخيرا
دييغو دي لا تيخيرا (بالإسبانية: Diego de la Tejera)‏ هو لاعب كرة قدم مكسيكي في مركز الوسط، ولد في 26 أبريل 1995 في ليون في المكسيك. لعب مع نادي سيلايا.